# 労働者災害補償保険法
労働者災害補償保険法（ろうどうしゃさいがいほしょうほけんほう、昭和22年4月7日法律第50号）は、労働者災害補償保険により、業務上の事由または通勤による労働者の負傷、疾病、障害、死亡等に対して迅速かつ公正な保護をするため、必要な保険給付を行い、あわせて、業務上の事由または通勤により負傷し、または疾病にかかった労働者の社会復帰の促進、当該労働者およびその遺族の援護、適正な労働条件の確保等を図り、労働者の福祉の増進に寄与することに関する日本の法律である。略称で労災法（ろうさいほう）、労災保険法（ろうさいほけんほう）とも。
題名改正を2001年（平成13年）4月1日に施行済。

## 構成
- 第一章 総則（第一条 - 第五条）
- 第二章 保険関係の成立及び消滅（第六条）
- 第三章 保険給付
  - 第一節 通則（第七条 - 第十二条の七）
  - 第二節 業務災害に関する保険給付（第十二条の八 - 第二十条）
  - 第三節 通勤災害に関する保険給付（第二十一条 - 第二十五条）
  - 第四節 二次健康診断等給付（第二十六条 - 第二十八条）
- 第三章の二 社会復帰促進等事業（第二十九条）
- 第四章 費用の負担（第三十条 - 第三十二条）
- 第四章の二 特別加入（第三十三条 - 第三十七条）
- 第五章 不服申立て及び訴訟（第三十八条 - 第四十一条）
- 第六章 雑則（第四十二条 - 第五十条）
- 第七章 罰則（第五十一条 - 第五十四条）
- 附則